# FIFA 11
FIFA 11(미국에서는 FIFA Soccer 11)는 일렉트로닉 아츠의 18번째 개발한 FIFA의 비디오 축구 게임이다. EA 캐나다에서 개발되었는데, 일렉트로닉 아츠아래에 FIFA 11이 전 세계적으로 널리 알려졌다. FIFA 11은 2010년 9월 28일에 처음으로 미국에서 출시하였고, 오스트레일리아는 2010년 9월 30일에, 유럽 연합은 2010년 10월 1일에 Wii와 닌텐도 DS 제외한 모든 플랫폼이 출시되었다. Wii 버전은 2010년 10월 1일 미국과 유럽에서, DS 버전은 2010년 10월 8일에 출시되었다. PC 버전은 엑스박스 360과 플레이스테이션 3과 같은 게임 엔진을 장착하였는데, 이는 FIFA 시리즈 중 처음이다. FIFA 11 해설자는 '앤디 그래이'와 '멀틴 타일러'이다.

## 새로운 기능
- 넥스트 젠 게임플레이 엔진 (PC, 플레이스테이션 3, 엑스박스 360): 플레이스테이션 3와 엑스박스 360 버전 에서만 적용되었던 넥스트 젠 엔진이 PC버전에도 적용되었다.[1][2]

- FIFA 월드 (PC) : 사용자들은 아바타 선수들을 사용자 정의로 만들어서, 리더들은 세계 각지에 있는 선수들과 경쟁을 벌일 수 있다.

- 프로 패싱 (PS3, 엑스박스 360, PC): 새로운 패스 시스템으로, 플레이어가 각 선수의 능력을 감안해 패스의 세기를 조절, 정확도를 높일 수 있다.[3]

- 스트리트 풋볼(거리 축구) (Wii, 닌텐도 DS): 이제 사용자는 5 대 5 길거리 축구에서 전통적인 11 대 11 전통적인 축구를 할 수 있다. (비슷한 게임: 프리스타일 풋볼)

- 골키퍼 지능 (모든 플랫폼): 이제 AI(인공지능) 골키퍼들은 좀 더 반사적이고 빠르게 달려나가 흘러나온 공들을 좀 더, 신속하고 정확하게 잡아 낼 수 있다. 또, 골키퍼들은 더 민첩해졌으며, 인상적인 선방을 보여준다. 또한, 새로운 애니메이션 워핑 기법은 다양한 득점 찬스에서 골키퍼의 사실적인 움직임을 묘사한다.[4]

- 골키퍼 모드 (PS3, 엑스박스 360, PS2, PSP, NDS): EA 스포츠는 FIFA 11 트레일러를 "We Are 11." (우리는 11)이라는 슬로건과 함께 공개했다. 트레일러에서는 FIFA 11에서 플레이어가 골키퍼를 조정할 수 있게 된다는 점이 확증되었다. 그리고 온라인으로 11 대 11 로 경기를 할 수 있다는 점도 확인되었다.[5]
- 매뉴얼 리더 보드: 매뉴얼 컨트롤 설치를 사용하여 사용자는 올해 별도의 리더가 있는 것을 보여준다.
- 개선된 세레머니 (PS3, 엑스박스 360, PC ): 세레머니는 기존의 나뉜 장면들을 짜집는 방식이 아닌, 게임 안의 카메라를 이용해 볼 수 있다. 또한, 팀 동료들을 세리머니에 동참시킬수도 있다. 또한 일부 선수에 한해서 백 텀블링 같은 고난도 세리머니를 버튼 조작을 통해 할 수 있다. FIFA 11은 한 선수만의 고유한 세리머니를 특별하게 보여준다. 이것 역시도 약간의 버튼 조작을 통해 볼 수 있다.[6]

- 360° 드리블 (PS3, 엑스박스 360, PC): 360°드리블을 이용하여 수비수 사이의 공간을 찾도록 미세한 드리블 컨트롤링을 제공한다.

## 국가별 리그 목록
FIFA 11은 24개의 국가에서 34개의 라이선스를 가진 팀이 있고, 총 41개의 팀을 갖추고 있다.
- 대한민국
  - K리그
- 멕시코
  - 멕시코 프리메라 디비시온(닌텐도에는 없음)
- 네덜란드
  - 네덜란드 에레디비지에
- 노르웨이
  - 노르웨이 티펠리겐
- 폴란드
  - 엑스트라클라사
- 포르투갈
  - 포르투갈 리가(닌텐도에는 없음)
- 러시아
  - 러시아 프리미어리그(닌텐도에는 없음)
- 스코틀랜드
  - 스코틀랜드 프리미어리그
- 스페인
  - 라 리가
  - 세군다 디비시온
- 스웨덴
  - 알스벤스칸
- 스위스
  - 스위스 슈퍼리그
- 튀르키예
  - 터키 슈퍼리그
- 미국
  - 메이저 리그 사커
- 오스트레일리아
  - A-리그
- 오스트리아
  - 오스트리안 분데스리가
- 벨기에
  - 주필러 프로 리그(벨기안 프로 리그)
- 브라질
  - 브라질 세리에 A
- 체코
  - 감브리누스 리가
- 덴마크
  - 슈퍼리가(덴마크)
- 잉글랜드
  - 프리미어리그
  - 풋볼 리그 챔피언십
  - 풋볼 리그 1
  - 풋볼 리그 2
- 프랑스
  - 리그 1(프랑스)
  - 리그 2(프랑스)
- 독일
  - 독일 분데스리가
  - 독일 분데스리가 2
- 아일랜드
  - FAI 프리미어디비전
- 이탈리아
  - 이탈리아 세리에 A
  - 이탈리아 세리에 B

## 데모
FIFA 11의 데모버전은 2010년 9월 15일에 PS3, 엑스박스 360 그리고 PC 버전으로 출시되었다. 데모에서는 첼시, FC 바르셀로나, 레알 마드리드, 유벤투스, 바이어 레버쿠젠, 리옹이 있으며 아스널은 페이스 북의 미니게임인 피파 슈퍼스타즈를 플레이, 5 경기를 이기면 해제가 된다.
데모버전의 경기장으로는 레알 마드리드의 홈구장인 에스타디오 산티아고 베르나베우와 피파 슈퍼스타즈 10회 승리 시 등장하는 에미레이트 스타디움이 있다.
이와 같이 유저들은 피파 슈퍼스타즈에서 일정횟수이상 승리를 거두면 피파 11에서 팀 제한 해제, 경기장 제한 해제 같은 혜택을 받고, 피파 11 데모버전을 플레이 함으로써 피파 슈퍼스타즈의 팀에 보상을 받을 수 있다.

## 평가
| Reception |        |
| --- | ------ |
| 통합 점수 통합사 점수 메타크리틱 89% 평론 점수 평론사 점수 게임즈마스터 94% 게임스팟 9.0/10 [ 9 ] IGN 8.5/10 [ 10 ] OPM (UK) 10/10 IGN UK 9.5/10 [ 11 ] |        |
| 통합 점수 |        |
| 통합사 | 점수   |
| 메타크리틱 | 89%    |
| 평론 점수 |        |
| 평론사 | 점수   |
| 게임즈마스터 | 94%    |
| 게임스팟 | 9.0/10 |
| IGN | 8.5/10 |
| OPM (UK) | 10/10  |
| IGN UK | 9.5/10 |

## 같이 보기
- 위닝일레븐